# Лучицкий, Владимир Иванович
Влади́мир Ива́нович Лучи́цкий (укр. Володимир Іванович Лучицький; 20 апреля [2 мая] 1877, Киев — 20 октября 1949, Киев) — советский учёный-геолог, петрограф, доктор геолого-минералогических наук (1934). Профессор (1908). Действительный член АН УССР (избран 12 февраля 1945 года). Заслуженный деятель науки УССР (1947).

## Биография
Родился 20 апреля (2 мая) 1877 года в Киеве в семье историка, профессора Киевского университета Ивана Васильевича Лучицкого, мать переводчица Мария Лучицкая.
В 1895 году начал учиться на естественном отделении физико-математического факультета Киевского университета. В 1899 году окончил его с золотой медалью. Учителем и наставником Владимира Ивановича был профессор Петр Яковлевич Армашевский, который способствовал тому, что его ученик получил стипендию кафедры минералогии (в 1899—1905 годах), находился в научной командировке в Германии (в 1903—1905 годах). Под руководством Армашевский Владимир Лучицкий защитил магистерскую диссертацию «Петрографические исследования пород Баварского леса», а в 1912 году — докторскую диссертацию «рапакиви Киевской губернии и породы, которые его сопровождают».
В 1908—1914 годах был профессором кафедры минералогии Варшавского политехнического института. 10 апреля 1912 (23 апреля 1912) в Варшаве у него родился сын — Игорь, который тоже стал геологом.
В 1915—1916 годах был профессором Киевского университета, был привлечён к работе экспедиции на Туя-Муюнское месторождение в Ферганской долине, которая проходила под руководством академика В. И. Вернадского.
Основную группу экспедиции составляли адъюнкт-геолог Геологического Комитета Д. И. Мушкетов и студенты Д. В. Наливкин, И. М. Москвин и Е. В. Иванов. В. И. Лучицкий совместно с Б. А. Линденером вели петрографические и минералогические работы. С экспедицией близко взаимодействовали геологи Л. С. Коловрат-Червинский и Б. А. Линденер.
В результате экспедиции были составлены геологическая и петрографическая карта района, но другие месторождения урановой руды обнаружены не были.
В. И. Лучицкий был одним из организаторов Украинского геологического комитета, в 1917—1923 годах возглавлял его.
В 1919—1921 годах — профессор кафедры минералогии Таврического университета.
Профессор Киевского университета (1913—1923 и 1945—1949), Московской горной академии (1923—1930) и Московского геологоразведочного института (1930—1941).
В 1941—1945 годах проводил геологические исследования на Урале.
С 1947 года директор Института геологических наук АН УССР.
С 1 октября 1948 года работал по совместительству в Институте геологических наук АН СССР в Москве на должности старшего научного сотрудника, подготавливал издание «Петрография СССР».
18 ноября 1948 года выступал на Ноябрьской сессии ИГН АН СССР в Москве.
Скончался 20 октября 1949 года в Киеве. Похоронен на Байковом кладбище.

## Семья
Сын — Лучицкий, Игорь Владимирович (1912—1983), геолог.
- Внучка — Лучицкая, Светлана Игоревна (род. 1960), историк.

## Награды
- орден Трудового Красного Знамени (10.06.1945)

## Научные достижения
Работал в области петрографии, стратиграфии, гидрогеологии.
Большое значение имеют его работы по изучению Украинского кристаллического щита, Крыма.
Открыл месторождения графитов, каолинов.
Разработал гидрогеологическую и геологическую характеристики территории Украины. Составил гидрогеологические и геологические карты Украины.
Даже занимаясь петрографическими и петрологическими проблемами, он использовал и приспосабливал их для решения задач стратиграфии докембрия и геологии месторождений полезных ископаемых в частности. Наибольшее внимание он уделял изучению Украинского щита. Его труды «рапакиви Киевской губернии и породы, которые его сопровождают» (1912), «Стратиграфия докембрия Украинского кристаллического массива» (1939), «Украинский стратиграфический массив» (1947) и сегодня не утратили своего значения.
Исследовал полезные ископаемые, в частности, железорудные месторождения Керченского полуострова, Курской магнитной аномалии, Кривого Рога, месторождения каолинов Украина, Урала, мусковиты и флогопиты Сибири, графиты Побужья, вермикулиты, хромиты, титаномагнетитовые руды Урала. Следствием этих исследований стали работы «Керченский железорудный район» (1922), «Полезные ископаемые Украины» (1933), «Фосфориты, их происхождение, распространение, получение и использование» (1923), «Каолины Украины» (1928), «Каолиновая промышленность СССР и стандартизация её продукции»(1938).

## Публикации
Опубликовал целый ряд учебников и учебных пособий по петрографии и полезных ископаемых, в частности: «Петрография», которая выдержала пять изданий (1910, 1922, 1932, 1934, 1938), а также «Курс петрографии» (1910) (Лучицкий, В. И. Курс петрографии. — СПб-Киев: Сотрудник, 1910. — 296 с.), «Петрография Украины» (1934), «Петрография Крыма» (1939), «Петрографические провинции СССР» (1936) и другие.
Немало его работ посвящено вопросам водоснабжения крупных промышленных центров Украины. Примечательны[уточнить] его публикации «Век водоносных горизонтов Киево-Харьковского бассейна» (1924), «Гидрогеологическая карта Украины» (1925), «Гидрогеологические исследования города Сталино и его округа» (1926), «Гидрогеологические особенности артезианских горизонтов Киева» (1927).
Исследовал гидрогеологию Главной гряды Крымских гор.